# Striga parviflora
Striga parviflora är en snyltrotsväxtart som först beskrevs av Robert Brown, och fick sitt nu gällande namn av George Bentham. Striga parviflora ingår i släktet Striga och familjen snyltrotsväxter. Inga underarter finns listade i Catalogue of Life.